# Kam Sheung Road (stacja MTR)
Kam Sheung Road (chiński: 錦上路) – jedna ze stacji MTR, systemu szybkiej kolei w Hongkongu, na West Rail Line. Została otwarta 20 grudnia 2003. 
Znajduje się w pomiędzy Pat Heung i Kam Tin, w dzielnicy Yuen Long, w Nowych Terytoriach.